# Liste des dames de l'ordre de la Reine Marie-Louise
Cet article répertorie les dames qui ont appartenu à l'ordre de la Reine Marie-Louise. Actuellement, et selon les statuts en vigueur, une seule catégorie est conservée, celle des « nobles dames », et le nombre reste limité à 30 titulaires, sauf dépassement par volonté expresse du roi. Après que l'infant Juan, comte de Barcelone, ait renoncé à ses droits dynastiques le 14 mai 1977, aucune nomination n'a été faite sous les règnes de Juan Carlos Ier et de Felipe VI. Bien qu'il reste formellement en vigueur, on peut considérer que cet ordre est dormant .

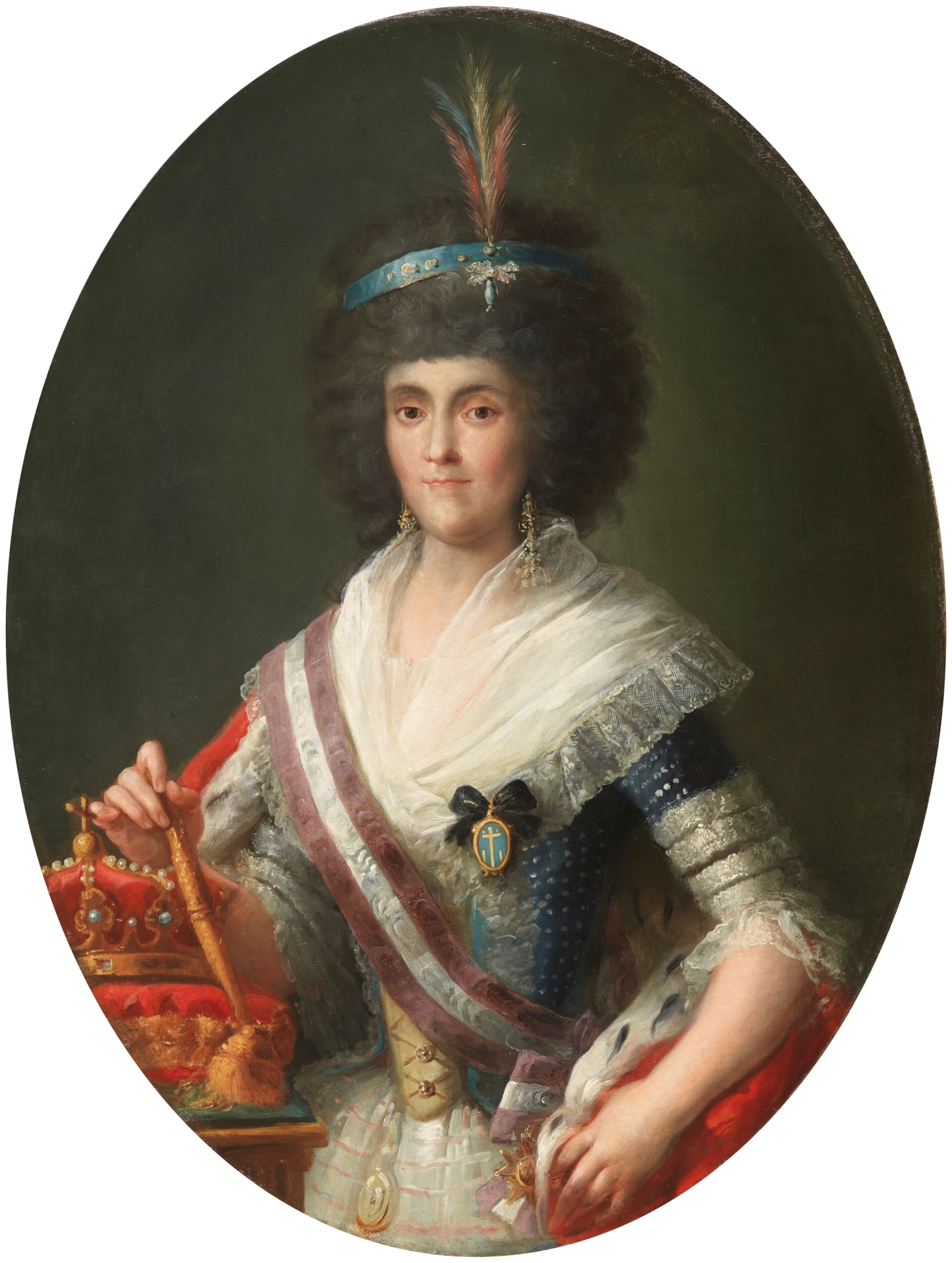
La reine Marie-Louise.

## Liste des grandes maîtresses
- 1792-1816 : Marie-Louise de Bourbon-Parme
- 1816-1818 : Marie-Isabelle de Portugal
- 1819-1829 : Marie-Josèphe de Saxe
- 1829-1833 : Marie-Christine de Bourbon-Siciles
- 1833-1870 : Isabelle II d'Espagne
- 1878 : Mercedes d'Orléans
- 1879-1906 : Marie-Christine d'Autriche
- 1906-1941 : Victoire-Eugénie de Battenberg
- 1941-1977 : María de las Mercedes de Borbón y Orleans (grande maîtresse titulaire)
- 1977-2014 : Sophie de Grèce
- 2014 : Letizia Ortiz (grande maîtresse de facto)

Il n'y a pas eu de nouvelles nominations après la reine Sophie, de sorte que cet ordre peut être considéré comme dormant ,.

## Dames de l'ordre
- 1. 21 avril 1792 : Marie-Louise de Bourbon-Parme
- 2. 21 avril 1792 : Charlotte-Joachime d'Espagne, reine de Portugal
- 3. 21 avril 1792 : Marie-Amélie d'Espagne, infante d'Espagne
- 4. 21 avril 1792 : Marie-Louise d'Espagne, reine d'Étrurie
- 5. 21 avril 1792 : Marie-Isabelle d'Espagne, reine des Deux-Siciles
- 6. 21 avril 1792 : Marie-Thérèse d'Espagne (1791-1794)
- 7. 21 avril 1792 : Marie-Josèphe d'Espagne
- 8. Marie-Amélie d'Autriche, duchesse de Parme
- 9. Caroline de Bourbon-Parme, princesse de Saxe
- 10. Marie-Antoinette de Bourbon-Parme
- 11. Charlotte de Bourbon-Parme
- 12. Florentina Pizarro y Herrera, comtesse de La Gomera
- 13. Laura María Castellví Cervellón y Mercader, comtesse de Cervellón, marquise de Villatorcaz
- 14. María Faustina Téllez Girón y Pérez de Guzmán
- 15. María de La Portería Fernández de Velasco, comtesse de Peñaranda
- 16. Isabella Pio di Savoia, marquise de Castel Rodrigo
- 17. María Isidra Manrique de la Cerda y Guzmán, duchesse de Nájera et comtesse de Valencia de Don Juan
- 18. María Teresa Ignacia Fernández de Córdova y Pacheco, comtesse de Baños
- 19. María de la Concepción Belvís de Moncada y Pizarro
- 20. María de la Encarnación Álvarez de Toledo y Gonzaga
- 21. María Antonia Godoy y Álvarez de Faria, marquise de Branciforte
- 22. Marie Joseph Julie du Chasteler de Moulbaix
- 23. María del Pilar de Silva Fernández de Híjar
- 24. María Agustina Adorno y Sotomayor
- 25. Josefa Joaquina de Olazábal y Murguía
- 26. María Josefa Rebolledo de Palafox y Bermúdez de Castro
- 27. María Luisa Centurión y Velasco, marquise d'Estepa
- 28. María Vicenta Pacheco y Téllez-Girón
- 29. Ana María Fernández de Córdova Figueroa y Moncada
- 30. Joaquina de Benavides y Pacheco, duchesse de Santisteban del Puerto
- 31. María de las Angustias Fernández de Córdova y Pacheco
- 32. María Joaquina de los Desamparados de Montserrat y Acuña
- 33. María Josefa Pimentel y Téllez-Girón, duchesse d'Osuna
- 34. María Teresa del Pilar de Olivares y Cepeda, marquise de Villacastel de Carrias
- 35. María Ana de Palafox y Silva
- 36. 17 décembre 1792 : Caroline-Auguste de Stolberg-Gedern, duchesse de Liria et de Jérica (épouse de Carlos Fitz-James Stuart)
- 37. 17 décembre 1792 : María de la Concépción Teresa Fernández de Córdoba y Sarmiento
- 38. 17 décembre 1792 : María Ana de Abad y Albret-Bearne, vicomtesse de Bearne
- 39. 17 décembre 1792 : Francisca de Paula de Benavides y Fernández de Córdova
- 40. 17 décembre 1792 : María Luisa de Silva y González de Castejón, comtesse de Cifuentes
- 41. 17 décembre 1792 : María Antonia Fernández de Córdoba y Sarmiento de Sotomayor
- 42. 17 décembre 1792 : María Teresa de Silva Fernández de Híjar y Palafox (épouse de Jacques Philippe Fitz-James Stuart)
- 43. 17 décembre 1792 : María Francisca Fernanda Fitz-James-Stuart y Stolberg-Gedern (fille de Carlos Fitz-James Stuart)
- 44. Isabel María Parreño Arce y Valdés, marquise de Llano
- 45. Francisca María Dávila y Carrillo de Albornoz, comtesse de Truillas
- 46. María Cayetana de Galarza y Brizuela, comtesse de la Oliva del Gaytán et de Fuenrubia
- 47. Francisca María Bejarano del Águila, marquise de Sofraga
- 48. Ana María de Contreras y Vargas Machuca, comtesse d'Alcudia
- 49. María Antonia Teijeiro de Valcárcel y Puixmarín, marquise d'Albudeyte
- 50. María de la Portería de Benavides y Pacheco
- 51. Cayetana María de la Cerda y Carnesio-Odescalchi
- 52. María Cayetana de la Cerda y Vera
- 53. Eusebia María Tello y Riaño, comtesse de Villariezo
- 54. María de los Dolores de Vera y Saurín
- 55. María Antonia Cattaneo della Volta
- 56. María Josefa Ramírez de Arellano y Olivares, comtesse de Murillo
- 57. María del Rosario de Silva Cebrián y Fernández de Miranda, comtesse de Fuenclara
- 58. María del Carmen Pacheco Tellez-Girón Fernández de Velasco
- 59. Francisca de Borja Alfonso de Sousa de Portugal y Sousa de Portugal, marquise de Guadalcázar
- 60. María Antonia Justa Álvarez de Faria y Sánchez-Sarzosa
- 61. Ana Joaquina de Bustamante y Hoyos
- 62. Francisca Ramírez de Laredo y Encalada
- 63. María Pascuala Everardo-Tilly y Panés, marquise de Casa Tilly
- 64. María de la Cabeza Fonseca y Castro
- 65. Rafaela Josefa Ortiz de Rozas y Ruiz de Briviesca
- 66. María Jerónima Daoiz y Guendica
- 67. María Lutgarda de Hevia y Navarro, marquise de la Victoria
- 68. Juana María Muñoz Jofre de Loaísa y Salcedo
- 69. Francisca Javiera López Altamirano
- 70. Inés María de Aguirre y Yoldi
- 71. María Caro y Ortiz
- 72. Constanza Falconieri, princesse de Rocca Sinibalda
- 73. María Ignacia Álvarez de Toledo y Gonzaga
- 74. María del Buen Consejo de Carvajal y Gutiérrez de los Ríos
- 75. Ana de Llamas y Mena
- 76. Juana María de Pereyra y Alderete
- 77. Isabel de Bongars y Martínez
- 78. Brígida de Lalaing Calasanz y Abarca
- 79. María Francisca de Sales Portocarrero de Guzmán y Zúñiga, marquise de La Algaba
- 80. María del Pilar Fernández de Miranda y Villacís
- 81. María Donata de Samaniego y Pizarro, vicomtesse de la Armería
- 82. María Fernanda O'Connock y Magenis
- 83. Petra de Quiñones Álamos y Miranda
- 84. Ana Anguisola Pallavicini
- 85. Aurelia Canossa Arriani
- 86. Juana Antonia Bucarelli y Baeza, marquise de Vallehermoso et comtesse de Gerena
- 87. Ramona de Godoy y Álvarez de Faria
- 88. Juana de Regis de Armendáriz
- 89. 7 janvier 1799 : Amélie de Saxe
- 90. 7 janvier 1799 : Marie-Ferdinande de Saxe, grande-duchesse de Toscane
- 91. María Antonia Sanz-Merino y Muñoz
- 92. Paula Melzi de Eril
- 93. María del Pilar de la Cerda y Marín de Resende
- 94. María Águeda de Torres y Quiens
- 95. Ana Tarrasconi Pallavicini
- 96. 10 octobre 1800 : María Teresa de Borbón, princesse de la Paz
- 97. 10 octobre 1800 : Luisa Carlota Manuela de Godoy, duchesse de Sueca
- 98. 10 octobre 1800 : María Luisa de Borbón y Vallabriga, duchesse de San Fernando de Quiroga
- 99. 10 octobre 1800 : María Teresa de Vallabriga y de Rozas, comtesse de Chinchón

- 100. 10 novembre 1801 : Marie-Thérèse de Portugal, infante d'Espagne
- 101. 10 novembre 1801 : Marie-Isabelle de Portugal
- 102. 10 novembre 1801 : Marie-Françoise de Portugal, infante d'Espagne
- 103. 29 novembre 1801 : Isabelle-Marie de Portugal, régente de Portugal
- 104. 5 février 1802 : Marie-Caroline d'Autriche, reine de Naples et de Sicile
- 105. 5 février 1802 : Marie-Caroline de Bourbon-Siciles, duchesse de Berry
- 106. 5 février 1802 : Marie-Christine de Bourbon-Siciles, reine de Sardaigne
- 107. 5 février 1802 : Marie-Amélie de Bourbon-Siciles, reine des Français
- 108. 5 février 1802 : Marie-Antoinette de Bourbon-Siciles, princesse des Asturies
- 109. Maria Luisa di Tocco Cantelmo Stuart, duchesse de San Teodoro
- 110. María Joaquina de Lalaing y de la Cerda
- 111. María Ana Nin de Zatrillas y Sotomayor, duchesse de Sotomayor
- 112. Maria de Pau van Marck de Lummen, baronne de San Luis
- 113. Joaquina Josefa de Oca y Navia Lagarde-Salignac
- 114. María Aurora Pérez de Guzmán y Gutiérrez de los Ríos
- 115. Teresa Josefa de Salazar y Morales, comtesse de Montarco
- 116. Teresa de Godoy Pizarro y Carvajal, comtesse de Torrejón
- 117. Josefa Crespí de Valldura y Aguilera, marquise de Peñafuente
- 118. María de las Mercedes de Rojas y Tello, marquise de Villanueva del Duero
- 119. María Francisca de Cañas y Portocarrero, duchesse del Parque
- 120. Eduarda Manuela Montaner y Ramírez de Arellano
- 121. María Magdalena Pelliza y Echverría
- 122. 5 octobre 1802 : Marie-Louise de Bourbon-Parme, princesse héritière de Saxe
- 123. Ludovica Altieri, princesse de Forano
- 124. Comtesse Arrigheti
- 125. Antonia Peccore, comtesse Peccore
- 126. María Josefa de Contreras y Vargas Machuca, comtesse d'Alcudia, marquise de Campofuerte
- 127. María Rosa de las Casas y Aragorrí
- 128. María de la Candelaria de San Juan y Felíu de la Peña
- 129. Joaquina Bernuy y Valda
- 130. Lorenza de Guzmán y Castilla, marquise de San Bartolomé del Monte
- 131. María Ramona de Palafox y Portocarrero
- 132. Pascuala de Valda y Maldonado
- 133. 3 avril 1804 : Marie de Saxe, grande-duchesse de Toscane
- 134. Maria Henriette Anna Elisabeth Rosalia, comtesse de Colloredo-Mannsfeld
- 135. Joséphine de Beauharnais, impératrice des Français
- 136. 8 septembre 1807 : Caroline Bonaparte, reine de Naples
- 137. Anna Maria Granieri Manca
- 138. Giustina Borromeo Arese d'Angera, princesse di Palestrina
- 139. Amalia Charlotte, princesse Barberini-Colonna
- 140. 9 octobre 1816 : Marie Assomption de Portugal
- 141. 9 octobre 1816 : Anne de Jésus Marie de Portugal, marquise de Loulé
- 142. Bénédicte de Portugal, princesse du Brésil
- 143. María Magdalena Fernández de Córdoba y Ponce de León
- 144. Gabriella Maria Ignazia Asinari di San Marzano
- 145. Francisca de Almeida Portugal
- 146. María Josefa de Gálvez y Valenzuela, marquise de la Sonora
- 147. María Rafaela Centurión y Vera
- 148. María Francisca Vera de Aragón y Manuel de Villena, marquise d'Espinardo
- 149. María Escolástica Gutiérrez de los Ríos y Sarmiento de Sotomayor
- 150. María del Pilar Gayoso de los Cobos y Bermúdez de Castro
- 151. Maria do Resgate de Noronha
- 152. Francisca Correia de Lacerda Melo Pita Pacheco, dame de Favelães
- 153. Juliana Xavier Botelho, marquise de Lumiares
- 154. Margarida Xavier Botelho de Lancastre, marquise de São Miguel
- 155. María del Carmen Álvarez de Faria y Pelliza, marquise de Gracia Real
- 156. 23 août 1817 : Marie-Louise-Isabelle d'Espagne (1817-1818)
- 157. María del Carmen Josefa López de Zúñiga y Chaves, comtesse de Miranda del Castañar, duchesse de Peñaranda de Duero
- 158. María de los Dolores Villanueva y Pérez de Barradas
- 159. María de la Asunción Belvís de Moncada y Rojas, comtesse de Villamarciel et de Villariezo y de Villaverde, marquise de Villanueva del Duero, Grande d'Espagne
- 160. María del Carmen de Aguayo y Aguayo, comtesse de Villaverde la Alta
- 161. María Ana de Witte y Pau
- 162. Josefa de Herrera y Berrío
- 163. María de la Concepción Castaños y Aragorri
- 164. Catalina de Sierra y Sierra
- 165. María Luisa de Navia y Güemes
- 166. Narcisa Asprer y de la Canal
- 167. 10 décembre 1817 : Louise de Bade, impératrice de Russie
- 168. 10 décembre 1817 : Sophie-Dorothée de Wurtemberg, impératrice de Russie
- 169. 30 mars 1818 : Marie-Léopoldine d'Autriche, impératrice du Brésil
- 170. 30 mars 1818 : Caroline-Auguste de Bavière, impératrice d'Autriche
- 171. Orsola Bourbon del Monte dei conti di Mealla
- 172. 10 juin 1818 : Lucia Migliaccio, duchesse de Floridia
- 173. 12 juillet 1818 : Marie-Clémentine d'Autriche, princesse de Salerne
- 174. Mariana Griffeo
- 175. 3 octobre 1818 : Louise-Charlotte de Bourbon-Siciles, infante d'Espagne
- 176. Amélie de Deux-Ponts-Birkenfeld, reine de Saxe
- 177. Marie-Anne de Saxe
- 178. 30 juillet 1819 : Augusta de Saxe
- 179. Cunégonde de Saxe, princesse-abbesse d'Essen et Thorn
- 180. 20 octobre 1819 : Marie-Josèphe de Saxe
- 181. Marie-Thérèse d'Autriche, reine de Saxe
- 182. Comtesse de La Tour-Maubourg
- 183. María de las Mercedes Belvís de Moncada y Pizarro
- 184. María de los Dolores Diega Ramírez de Arellano y Olivares, marquise de Villacastel de Carrias
- 185. María Josefa de Salcedo Cañaveral y Cañas, marquise de Vallecerrato, duchesse del Parque
- 186. Luisa Joaquina Escrivá de Romaní y de Taberner
- 187. María Francisca Álvarez de Bohorques y Pérez de Barradas
- 188. María Antonia de Salazar y Álvarez de Toledo
- 189. Juana Jerónima Valcárcel y Alfaro, comtesse de Balazote
- 190. María de Guadalupe de Moncada y Berrio, marquise de San Román
- 191. Bruna Gutiérrez de los Ríos y Sarmiento de Sotomayor
- 192. María Rosa Gastón de Iriarte y Navarrete
- 193. María de las Angustias de Orozco y Bernuy
- 194. Maria Felisa Alliata
- 195. Marie-Thérèse d'Autriche-Este, reine de Sardaigne
- 196. 17 juillet 1820 : Marie-Thérèse de Savoie, duchesse de Parme
- 197. 17 juillet 1820 : Marie-Anne de Savoie, impératrice d'Autriche
- 198. 17 août 1820 : Marie-Christine de Savoie, reine des Deux-Siciles
- 199. 18 mai 1821 : Isabelle-Fernande d'Espagne, comtesse Gurowska
- 200. Maria do Carmo Xavier Botelho de Portugal
- 201. María Teresa Federica de Sousa Holstein
- 202. 1823 : Caroline d'Autriche, princesse héritière de Saxe
- 203. 16 janvier 1823 : Amélie de Bavière, reine de Saxe
- 204. 30 novembre 1823 : Marie-Thérèse de France, duchesse d'Angoulême
- 205. 30 novembre 1823 : Antónia Basília Herédia de Bettencourt
- 206. 30 novembre 1823 : Louise d'Artois, duchesse de Parme
- 207. María de los Dolores de Araoz y Arredondo
- 208. María Antonia de Witte y Rodríguez de Alburquerque
- 209. Julia, princesse Tatischeff
- 210. Augustine Frédérique Joséphine du Bouchet de Sourches de Tourzel (épouse d'Amédée de Pérusse des Cars)
- 211. Louise de Rosières-Sorans, comtesse de Clermont-Tonnerre (épouse de Stanislas de Clermont-Tonnerre)
- 212. Béatrice d'Amblimont, marquise de Laage
- 213. Isabel Antónia do Carmo de Roxas e Lemos Carvalho e Menezes
- 214. María del Carmen Bernuy y Aguayo
- 215. 12 juin 1824 : Louise-Thérèse d'Espagne, duchesse de Sessa
- 216. 23 janvier 1825 : Catherine Noël Worlee, princesse de Talleyrand
- 217. María Manuela Vera de Aragón y Nin
- 218. María Eulalia de Queralt y Silva
- 219. Mariana Lombardo, marquise de Montemaggiore
- 220. Ana María Riccio, princesse de Pandolfina
- 221. María de la Soledad Visitación Pacheco y Benavides
- 222. 4 mai 1826 : Marie-Christine de Bourbon-Siciles
- 223. 4 mai 1826 : Marie-Antoinette de Bourbon-Siciles, grande-duchesse de Toscane
- 224. 4 mai 1826 : Marie-Amélie de Bourbon-Siciles, infante de Portugal et d'Espagne
- 225. 14 mai 1826 : Charlotte de Prusse, impératrice de Russie
- 226. Marie-Caroline de La Forest, marquise de Moustier (épouse de Clément-Édouard de Moustier)
- 227. 29 mai 1827 : Joséphine-Fernande d'Espagne
- 228. María Luisa de Carvajal y de Queralt
- 229. María Eulalia de Carvajal y de Queralt
- 230. Juliana Luisa Maria de Oyenhausen de Almeida, comtesse de Oyenhausen-Graven
- 231. Emma Brochowska
- 232. Joaquina Josefa de Carvajal y Manrique de Lara
- 233. 16 novembre 1828 : Marie-Thérèse d'Espagne (1828-1829)
- 234. Agata Gravina, princesse de Palagonia et de Lercara
- 235. Bernarda Manso de Velasco y Chaves
- 236. María Josefa García de la Peña y Torres
- 237. Gabriela Caballero y Rebollo
- 238. María Bernarda Ortiz de Guinea y Terán
- 239. María de la Encarnación Josefa Ponce de León y Carvajal
- 240. María Amalia de Cron y de Witte
- 241. Giovanna Ruffo dei duchi di Bagnara
- 242. Comtesse de San Martino
- 243. Vittoria d'Aquino
- 244. Stefania Moncada, princesse de Cassero et de Sabuci
- 245. María Josefa Gayoso de los Cobos y Téllez Girón, marquise de Camarasa
- 246. 30 mars 1830 : Marie-Caroline de Bourbon-Siciles, infante d'Espagne
- 247. Thérèse-Christine de Bourbon-Siciles, impératrice du Brésil
- 248. Ekaterina Mikhailovna Potemkina, comtesse de Ribeaupierre (fille de Tatiana von Engelhardt)
- 249. Auguste Charlotte Louise de Riquet de Caraman, duchesse de Almazán de Saint-Priest (épouse de Emmanuel Louis Marie Guignard de Saint-Priest)
- 250. 10 octobre 1830 : Isabelle II d'Espagne
- 251. Francisca Pignatelli Cortés y Aragón
- 252. Joaquina Téllez Girón y Pimentel
- 253. Ramona Pardo de Figueroa Lanzós de Novoa
- 254. María del Rosario de Zayas Rejón y Arias de Saavedra, comtesse d'Atarés
- 255. Francisca de Paula Taboada de Mendoza y López
- 256. Manuela Sagarra de Manuel de Villena
- 257. María Tomasa Palafox y Portocarrero, duchesse de Medina Sidonia
- 258. María de la Asunción Dorotea Guillermina La Boine de Berghe
- 259. María Vicenta de la Cerda y Palafox
- 260. María Francisca Núñez del Castillo y Montalvo
- 261. Agustina de Mendizábal e Irisarri
- 262. María Teresa Josefa de Ugarte y Risel
- 263. Luisa Felicidad Correa de Sotomayor
- 264. María Francisca de la Cabeza de Cascajares y Muñoz Serrano
- 265. María de los Dolores Pacheco y Gómez de Barreda
- 266. Ana Agapita de Valda y Teijeiro de Valcárcel
- 267. María Manuela Monserrat y Ester
- 268. Carlota La Grúa y Godoy
- 269. Victorine-Josèphe Auriol
- 270. 30 janvier 1832 : Louise-Fernande d'Espagne, duchesse de Montpensier
- 271. Juana Ortiz de Rozas e Ibáñez de la Bárcena
- 272. Julia Gaetani, princesse Gaetani
- 273. 13 juin 1833 : Marie-Christine d'Espagne, infante d'Espagne et de Portugal
- 274. María del Pilar de Pando y Fernández de Pinedo
- 275. María Juliana Mollinedo y Cáceres
- 276. María Antonia de Anduaga y Siles
- 277. María Joaquina de Miranda y Sebastián
- 278. María del Carmen Gragera y Topete
- 279. María de la Concepción Ponce de León y Carvajal
- 280. Rosalia Ventimiglia di Grammonte y Moncada, duchesse d'Albe de Tormes
- 281. María de la Trinidad Wall y Manrique de Lara
- 282. Carlota Luisa de Güemes y Muñoz de Loaysa
- 283. María de la Encarnación Álvarez de Bohorques y Chacón
- 284. María de los Dolores de Santisteban y Horcasitas
- 285. Inés Francisca de Silva y Téllez Girón
- 286. María del Pilar Gayoso de los Cobos y Téllez Girón
- 287. Mary de Bode-Kynnerlsey
- 288. 21 décembre 1833 : Victoria du Royaume-Uni, reine du Royaume-Uni
- 289. María Teresa Fraga de Requena y Grases
- 290. 16 février 1834 : Caroline-Amélie de Schleswig-Holstein-Sonderbourg-Augustenbourg, reine de Danemark
- 291. María de la Concepción de la Vega y Rodríguez del Toro, comtesse de Torre Pando
- 292. 17 avril 1834 : Marie-Sophie de Hesse-Cassel, reine de Danemark
- 293. María Vicenta Moñino y Pontejos
- 294. Marie II de Portugal, reine de Portugal
- 295. Amélie de Leuchtenberg, impératrice du Brésil
- 296. 12 octobre 1834 : Amélie d'Espagne, princesse de Bavière
- 297. Isabel María Roca de Togores y Valcárcel
- 298. 10 février 1835 : Louise d'Orléans, reine des Belges
- 299. Eugénia Francisca Xavier Teles da Gama
- 300. María dos Prazeres Giráo de Sousa e Melo
- 301. María Magdalena Osés de Córdoba y Villahermosa
- 302. María Jacinta Martínez de Sicilia y Santa Cruz
- 303. Luisa María Fernández de Córdova y Álvarez de Bohorques
- 304. Manuela de Carvajal y Téllez-Girón
- 305. Juana María de la Vega y Martínez (épouse de Francisco Espoz y Mina)
- 306. Alejandra de Wlodeck y Lagarde-Salignac
- 307. Hélène de Mecklembourg-Schwerin, duchesse d'Orléans
- 308. María de Caño Santo de Cepeda y Nonet
- 309. María Rosa de Alburquerque (épouse de Manuel de Cañas-Trujillo y Sánchez de Madrid, ministre de la Marine et du Commerce)
- 310. Marie-Louise Thomas de Pange (épouse de Septime de Faÿ de La Tour-Maubourg)
- 311. María de las Angustias Fernández de Córdova y Pacheco
- 312. Elizabeth Frances Villiers, vicomtesse Ponsonby de Imokilly (épouse de John Ponsonby)
- 313. María de la Candelaria Saavedra y Ramírez de Baquedano, comtesse de Sevilla la Nueva
- 314. Luisa Carlota Sáenz de Viniegra y Velasco
- 315. Eusebia de Zafra Vázquez y Pérez del Cid
- 316. María Ramona Ozores y Valderrama
- 317. María de la Fuencisla de Artacho y Chaves
- 318. Louise-Cordélia Greffulhe (épouse de Boniface de Castellane)
- 319. Eulalie Elise Dosne (épouse d'Adolphe Thiers)
- 320. María Luisa Ferrándiz Bendicho y Luzzi
- 321. María del Carmen Chacón y Carrillo de Albornoz
- 322. María Felipa de Carondelet y Castaños
- 323. María Magdalena Tecla Caballero y Terreros
- 324. Fernanda María de Silva y Téllez-Girón
- 325. Joaquina de Loaysa y Topete
- 326. Francisca Coello de Portugal y Ramírez
- 327. María de la Soledad Bernaldo de Quirós y Colón de Larreátegui
- 328. Rosa del Corro (épouse de Pío Pita Pizarro, ministre de l'Economie)
- 329. María de la Concepción de Castro
- 330. Jacoba Ortiz de Taranco y Sáez de Nieto
- 331. María de los Dolores Traggia de Torres
- 332. María de la Encarnación de Cueto y Ortega
- 333. Marie-Amélie du Brésil
- 334. Caroline Mortier de Trévise (épouse de Marie-Hippolyte de Rumigny)
- 335. Francisca de Brito Pinto
- 336. María de los Dolores de Borja y Fernández Buenache, marquise de Camachos et de Casa Tilly
- 337. Adelaida María O'Kelly y Castilla
- 338. Janvière du Brésil, comtesse d'Aquila
- 339. Maria Ana Luisa Filomena de Mendoça
- 340. Maria Teresa Margarida Horan FitzGerald
- 341. Joaquina del Corral y Arias
- 342. María Francisca de Villanueva y Sousa
- 343. 1er février 1842 : Anna Pavlovna de Russie, reine des Pays-Bas
- 344. María de Belén González de Larrínaga y Benítez
- 345. María de la Soledad Samaniego y Asprer
- 346. María Luisa Sánchez Pleytés y García de la Peña
- 347. María del Patrocinio Goicoolea y Ariza
- 348. María Juana Lassus y Vallés
- 349. María de la Concepción Ortiz de Sandoval y Arias de Saavedra
- 350. Isabel de Heredia y Livermore, comtesse de Zaldívar
- 351. María del Pilar Juez Sarmiento y Mollinedo
- 352. María del Rosario Bernuy y Valda
- 353. Isabel Domínguez y Guevara
- 354. Manuela Domínguez Navas
- 355. María de la Soledad Bernuy y Valda
- 356. María de la Encarnación Fernández de Córdova y Álvarez de Bohorques
- 357. María de la Paz de Queralt y Bucarelli
- 358. María del Carmen Álvarez de Bohorques y Giráldez
- 359. María Ramona de Campos y Matheos
- 360. Rafaela Anzano y Parreño
- 361. Micaela de Frías y Altamirano
- 362. María de Uribe y Samaniego
- 363. María de la Paz Rodríguez de Valcárcel y O'Conry
- 364. María del Carmen Villavicencio y Pita da Veiga
- 365. Mariana de Miranda y Olmedilla
- 366. María del Rosario Valdés y Ramírez de Jove
- 367. María de la Candelaria Díaz de Riguero y Gutiérrez de la Concha
- 368. 15 juin 1844 : Marie-Thérèse de Habsbourg-Teschen, reine des Deux-Siciles
- 369. Marie-Alexandrine de Tascher (épouse de Ramón María Narváez)
- 370. Manuela María Bargés y Petre
- 371. María Francisca de Sales Portocarrero y KirkPatrick, duchesse d'Albe
- 372. María de la Concepción Coello de Portugal y Ramírez
- 373. Gabriela del Alcázar y Vera de Aragón, duchesse de Sotomayor
- 374. 6 septembre 1845 : Victoire de Saxe-Cobourg-Gotha, duchesse de Nemours
- 375. Adélaïde d'Orléans
- 376. María de los Dolores Aguirre y Rosales
- 377. María de la O Jacoba Giráldez y Cañas
- 378. María del Carmen de la Pezuela y Ceballos
- 379. Isabel Josefa de Aranda y Salazar
- 380. 17 octobre 1846 : Louise-Charlotte de Pechpeyrou-Comminges de Guitaut (épouse de Charles-Joseph Bresson)
- 381. María del Pilar de la Cerda y Gand-Vilain
- 382. Ana Jaspe y Macías, duchesse de Escalona
- 383. Nicolasa de Aragón y Arias de Saavedra
- 384. Joaquina Patiño y Ramírez de Arellano
- 385. Pepita Tudó, comtesse de Castillo Fiel
- 386. María Manuela de Negrete y Cepeda
- 387. María Teresa Trejo del Campo
- 388. María de África Josefa Fernández de Córdoba
- 389. María Dominga Bernaldo de Quirós y Colón de Larreátegui
- 390. María de la Encarnación Osorio de Moscoso y Ponce de León
- 391. Valérie de Beaufort-Spontin, comtesse van der Straten Ponthoz
- 392. Francisca Merino de la Cuadra
- 393. Antonia María Carcelén Ladrón de Guevara
- 394. María del Carmen Pérez Ladrón de Guevara, marquise de Casas Viejas
- 395. Francisca de Paula de Tovar y Peguera
- 396. María del Carmen de Ibarrola y Mollinedo, comtesse de Carlet
- 397. María Josefa Casilda de Ibarrola y Mollinedo, marquise de Mirasol
- 398. María de los Dolores de Chaves y Artacho
- 399. María del Rosario de Queralt y Bucarelli
- 400. Josefa de Ceballos y Álvarez de Faria
- 401. María de los Dolores de Urzáiz y de Castro
- 402. María Eduvigis Gutiérrez Vigil y del Castillo
- 403. María de la Encarnación Gayoso de los Cobos y Téllez Girón
- 404. María de los Desamparados-Carmen Bernuy y Valda
- 405. Antonina Venegas de Saavedra y Torres
- 406. Luisa de Villanueva y Zayas
- 407. María Manuela de Godoy y Armendáriz
- 408. María de los Ángeles del Álamo y Algaba
- 409. Inés Blake y Tovar
- 410. 19 octobre 1846 : Marie-Caroline de Bourbon-Siciles, duchesse d'Aumale
- 411. Manuela Mon y Menéndez
- 412. Josefa Díaz Armero
- 413. María Teresa de Villalpando y San Juan
- 414. María de los Dolores Goicoolea y Ariza
- 415. María Teresa Tavira y Acosta
- 416. Josefa López Montenegro
- 417. María de la Soledad Vázquez Alcalá
- 418. María de la Concepción Goicoolea y Ariza
- 419. María de los Dolores de Contreras y Aranda
- 420. Eulalie de L'Espine, comtesse de Busset
- 421. Alejandra Muñoz Sánchez
- 422. María de la Concepción Doz y Gordon
- 423. Felicia de Alvear y Fernández de Lara
- 424. Louise Mitchell Meredith Read (épouse d'António Bernardo da Costa Cabral)
- 425. María de la Concepción Aristizábal y Lacassaigne
- 426. María Cayetana de Acuña y Dewitte
- 427. Isabel Borrell y Lemus
- 428. María de los Dolores Perinat y Ochoa (épouse de Joaquín Francisco Pacheco)
- 429. María Josefa de Allendesalazar y Mazarredo
- 430. Petronila Livermore y Salas, marquise de Salamanca (épouse de José de Salamanca)
- 431. María Teresa Chaves y Loaísa
- 432. María Antonia Godínez y Cea Bermúdez
- 433. Joaquina de Queralt y Bucarelli
- 434. María de los Dolores Gardoqui y Jarabeitia
- 435. María de los Dolores Mirasol y Bernad
- 436. María de los Dolores Serrano y Domínguez
- 437. María Benedicta de Castro Canto e Melo Pereira
- 438. María del Pilar Salvador y Udi
- 439. María del Carmen Quintana y Romo, marquise de Guad-el-Jelú
- 440. Juana García Gómez
- 441. María del Rosario Izquierdo y Lassaleta
- 442. Teresa Romano y Rizo
- 443. María de los Dolores Gómez de la Serna y de las Casas
- 444. Manuela García de Molviedro
- 445. María Amalia Lambelin, marquise de Recalmici
- 446. Marie Susanne Oakey
- 447. Joaquina Bernaldo de Quirós y Colón de Larreátegui
- 448. Genoveva de Apéstegui y López de Gamarra
- 449. María Cristina de Sorróndegui y Martínez de Alcaide
- 450. María del Carmen Machín y Martínez de Alcaide
- 451. María de las Mercedes Manuel de Villena y Justiniani
- 452. María de la Concepción del Nero y Salamanca
- 453. Vicenta Salvador y Frías
- 454. María del Carmen de Guzmán y Caballero
- 455. Narcisa Martínez de Irujo y McKean
- 456. María Julia Rebolledo de Palafox
- 457. Rosa López de Carrizosa y Dávila
- 458. Manuela Baltasara del Mazo y Blake
- 459. Ana Berroeta y del Villar
- 460. María Ana D'Adda
- 461. Crescencia de Aguirre-Solarte y Alcíbar
- 462. María Cristina Osorio de Moscoso y Carvajal, duchesse de Sanlúcar la Mayor
- 463. 21 septembre 1850 : Marie-Isabelle d'Orléans, comtesse de Paris
- 464. Luisa Federica Juana Emmy de Zesterfleth
- 465. Fausta González-Torres de Navarra y Álvarez de Bohorques
- 466. María de los Ángeles Soler y Lacy
- 467. Sabina Benítez de Parejo
- 468. Teresa, princesse Colonna
- 469. Fernanda de Villarroel y Goicoolea
- 470. 12 juillet 1851 : María de las Mercedes Alcalá Galiano y Valencia, baronne Beyens
- 471. 28 août 1851 : Marie-Amélie d'Orléans
- 472. María Narcisa de Pastors y de Sala
- 473. 20 décembre 1851 : Isabelle d'Espagne, comtesse d'Agrigente
- 474. 29 octobre 1852 : Marie-Christine d'Orléans
- 475. 6 mars 1853 : Eugénie de Montijo, impératrice des Français
- 476. 19 janvier 1854 : Marguerite de Bourbon-Parme, duchesse de Madrid
- 477. 19 janvier 1854 : Alice de Bourbon-Parme, grande-duchesse de Toscane
- 478. Louise Genthner
- 479. Fernandina Montenegro y Cogordan
- 480. Isabel Prieto-Tirado y Rañón
- 481. 16 juin 1854 : Elisabeth de Wittelsbach, impératrice d'Autriche
- 482. Ana María de Sevilla y Villanueva
- 483. Leocadia de Echagüe y Aracués
- 484. María del Carmen Ozores y Mosquera
- 485. 5 janvier 1855 : Isabelle de Brésil, princesse impériale du Brésil
- 486. María de los Dolores Tosta González
- 487. Marie-Anne de Portugal, princesse héritière de Saxe
- 488. Eugénia de Saldanha de Oliveira e Daun
- 489. María Joaquina de Miranda y Rivas
- 490. María del Rosario de Areizaga y Magallón
- 491. 12 février 1855 : María de los Dolores Collado y Echagüe
- 492. María Luisa Álvarez de las Asturias Bohorques y Giráldez
- 493. Inés de Silva
- 494. Luisa Napoleona Mouton de Lobau
- 495. Gertrudis Enríquez y Sequera
- 496. María de la Concepción de Castañeda y Neve
- 497. 23 octobre 1855 : Antónia de Portugal, princesse de Hohenzollern-Sigmaringen
- 498. María Isabel Queipo de Llano y Gayoso de los Cobos
- 499. 4 mars 1856 : Carola de Vasa, reine de Saxe
- 500. Francisca de Paula de Agüero y González, duchesse de Prim (épouse de Juan Prim)
- 501. María Ana Catalina de Ricci
- 502. 20 mai 1856 : Antonia Domínguez y Borrell
- 503. 17 juin 1856 : Marie de Prusse, reine de Bavière
- 504. María de los Dolores Bonilla y Valdivia
- 505. Cristina Gordon y Prendergast
- 506. Anna Isabella de Bocholtz-Asseburg
- 507. Josefa Rosa de Amorim
- 508. 8 octobre 1856 : María de la Regla d'Orléans (1856-1861)
- 509. Rosa de Losada y Miranda
- 510. María Amalia Justiniani y Núñez de Castro
- 511. María Teresa Riquelme y Arce
- 512. Ángela Muñoz de Salazar y Martorell
- 513. Caralampia Arizcun y Flórez
- 514. Gorgonia de Entrala y Férriz de Guzmán
- 515. 17 février 1857 : Marie de Hesse-Darmstadt, impératrice de Russie
- 516. Charlotte de Brunnon
- 517. Louise-Constantine de Croÿ, comtesse de Benckendorff
- 518. Rafaela Domínguez y Navas, marquise de Santa Marina
- 519. Comtesse de Demoulins
- 520. María del Rosario Fernández de Santillán y Valdivia
- 521. Baronne de Malsen
- 522. Francisca Javiera Osborne y Böhl de Faber
- 523. Isabel Álvarez de Toledo y Silva
- 524. Clémentine d'Orléans, princesse de Saxe-Cobourg-Gotha
- 525. 22 décembre 1857 : Charlotte de Belgique, impératrice du Mexique
- 526. 22 décembre 1857 : Marie-Clotilde de Savoie, princesse Napoléon
- 527. María de los Dolores de Cárdenas y Orozco
- 528. Isabel de León e Ibarrola
- 529. María del Pilar de Villanueva y Carbonell
- 530. María del Rosario Desmaissiéres y Fernández de Santillán
- 531. María Isabel de la Pezuela y Ceballos
- 532. María Josefa del Corral y Suelves
- 533. María del Pilar de Chaves y Loaysa
- 534. María del Pilar de Liñán y Fernández
- 535. María Teresa León y Cobos
- 536. Joaquina de Silva y Fernández de Córdova
- 537. Sofía Moscoso de Altamira Taboada, comtesse de Fontao (fille de José María Moscoso de Altamira)
- 538. María del Carmen Pascual del Pobil y Ponce de León
- 539. María Ana de Dusay y de Fivaller
- 540. 2 mars 1858 : Sophie de Wurtemberg, reine des Pays-Bas
- 541. 6 avril 1858 : Baronne de Wendland
- 542. María de las Angustias de Zuloaga y Alvarado
- 543. María de la Paz Ximénez de Bagüés
- 544. María Ramona Sánchez Arjona y Jaraquemada
- 545. Manuela de la Paciencia Fernández de Córdova y Güemes
- 546. Jacoba Valdés e Inclán
- 547. Matilde de Carondelet y Donado
- 548. Inés Patiño y Osorio
- 549. María Josefa Coello de Portugal y Quesada
- 550. Albina Tresserra y Thompson
- 551. Matilde Díaz Trechuelo y Ostman
- 552. 30 juin 1859 : Marie-Sophie en Bavière, reine des Deux-Siciles
- 553. María del Carmen Lucía de Acuña y Dewitte, marquise de Castrofuerte
- 554. Julia Grund
- 555. María de las Mercedes Pérez del Pulgar y Fernández de Córdoba
- 556. Agustina de Halen y Lasquetty
- 557. Ana del Castillo de Souza
- 558. Amalia Heredia Livermore, marquise de Casa-Loring
- 559. Mariana Georgina Pereira Palha de Faria Lacerda
- 560. Julia Trophimovna, princesse Galitzina et comtesse Baranova
- 561. María Serafina de Montalvo y Cárdenas
- 562. 24 juin 1860 : Mercedes d'Orléans
- 563. Isabel Barutell y Bazzoni
- 564. Jeanne Tolstoy
- 565. Francisca de Allendesalazar y Loizaga
- 566. 10 octobre 1860 : Paula de Orúe y Bajos
- 567. 2 novembre 1860 : Mathilde de Bavière, grande-duchesse de Hesse-Darmstadt
- 568. Elena Alcalá-Galiano y Valencia
- 569. Adelaida de Guzmán y Caballero
- 570. María del Carmen Pizarro y Ramírez
- 571. Rosa Prendergast y Gordon
- 572. María Celestina Balez y Goicoechea
- 573. María de los Desamparados Muñoz y Borbón, princesse Czartoryska (fille de Marie-Christine de Bourbon-Siciles)
- 574. María de los Milagros Muñoz y de Borbón, marquise de Castillejo (fille de Marie-Christine de Bourbon-Siciles)
- 575. 21 décembre 1860 : María Cristina Muñoz y Borbón, marquise de la Isabela (fille de Marie-Christine de Bourbon-Siciles)
- 576. Laureana Díaz de Mendoza y Valcárcel
- 577. María de los Dolores Díaz de Mendoza y Valcárcel
- 578. 29 janvier 1861 : María del Pilar de Zavala y Guzmán, marquise d'Aguilar de Campoo
- 579. 4 juin 1861 : María del Pilar d'Espagne
- 580. Emilie Hegnauer
- 581. Amalia Núñez de Castro y Arizabalo
- 582. María del Carmen Fernández de Córdova y Álvarez de Bohorques
- 583. Carlota Sáenz de Viniegra y Velasco
- 584. Francisca Tacón y Aché
- 585. María Josefa de Silva y Téllez Girón
- 586. María de la Encarnación O'Lawlor y Caballero
- 587. María de los Dolores Cistué y Bernaldo de Quirós
- 588. Auguste-Ferdinande de Habsbourg-Toscane, princesse de Bavière
- 589. María de los Dolores Garcés de Marcilla y Heredia
- 590. Francisca de Pando e Iglesias
- 591. 25 mars 1862 : María Blanca Fernández de Córdova y Álvarez de Bohorques
- 592. Joaquina de Pedro y Nash
- 593. 26 juin 1862 : María de la Paz d'Espagne, princesse de Bavière
- 594. María de la Cruz Álvarez y Alonso
- 595. Vicenta Fernández de Luco y Santa Cruz
- 596. 1862 : Vicenta Gutiérrez de la Concha y Fernández de Luco
- 597. Carolina Gutiérrez de los Ríos y Rodríguez-Guerrero de Luna
- 598. María del Carmen Cabeza de Vaca y Diosdado
- 599. Fernanda Gavarre y Pérez del Pulgar
- 600. Josefa de Arce y Muñoz-Flores
- 601. 29 janvier 1863 : Gisèle d'Autriche, princesse de Bavière
- 602. María Josefa de Cárdenas y Beitia
- 603. María de Jesús de Herrera y Herrera
- 604. 24 mars 1863 : Georgina Manvers Manby
- 605. 25 mars 1863 : Marie Mathilde Julie Hermine de Saint-Cricq,  vicomtesse de Lhuys (épouse d'Édouard Drouyn de Lhuys)
- 606. 6 avril 1863 : Léopoldine de Brésil, princesse de Saxe-Cobourg-Gotha
- 607. 6 avril 1863 : Marie-Henriette de Habsbourg-Lorraine, reine des Belges
- 608. Octavia de Saavedra y Cueto
- 609. María de la Esperanza Pérez de Tafalla y Zuloaga
- 610. Marie-Annonciade de Bourbon-Siciles, archiduchesse d'Autriche
- 611. 20 mai 1863 : Marie de Saxe-Altenbourg, reine de Hanovre
- 612. 14 septembre 1863 : Élisabeth de Bavière, duchesse de Gênes
- 613. Ludovica de Bavière, duchesse en Bavière
- 614. 24 octobre 1863 : María de la Concepción de Herrera y Ayala
- 615. Joaquina García Vicuria
- 616. Ramona Dolores Cortés y Bautista
- 617. Felisa Blanco y Guerrero
- 618. Matilde Cervetto y Blanco
- 619. María de Gracia Ladoux y Bonal
- 620. 12 février 1864 : Eulalie d'Espagne, duchesse de Galliera
- 621. Lucie Borchgrave d'Altena, comtesse Borchgrave d'Altena
- 622. María del Carmen Matheu-Arias-Dávila y Carondelet
- 623. 26 février 1864 : María del Buen Consejo de Losada y Fernández de Liencres
- 624. 29 mars 1864 : Maria Servelloni, comtesse Crivelli
- 625. María de Aguilera y Santiago de Perales
- 626. Anne Debelle, duchesse de Rivoli
- 627. Pauline van der Linden d'Hooghvorst, duchesse de Bassano
- 628. Ana Micaela Guerrero (épouse de Lorenzo Arrazola)
- 629. 1er novembre 1864 : Thérèse de Bavière
- 630. María de los Dolores Remisa y Rafo
- 631. Josefa Godoy de Lara
- 632. María Francisca de Borja Fernández de Córdova y Bernaldo de Quirós
- 633. 6 décembre 1864 : María de la Concepción Fernández de Córdova y Campos
- 634. Emilia Páez-Jaramillo y Vicente
- 635. 1865 : María Elvira Fernández de Córdova y Álvarez de Bohorques
- 636. María de la Concepción Aguado y Flores
- 637. Ana de Francisco-Martín y Orrantia
- 638. María Cristina Osorio de Moscoso y Borbón
- 639. María de la Asunción Sanchiz y Castillo
- 640. Sara Castilla y Gómez de Cádiz
- 641. María Luisa de Salamanca y Negrete
- 642. Maria Pia de Savoie, reine de Portugal
- 643. 1866 : Anne Murat, duchesse de Mouchy (fille de Lucien Murat)
- 644. María Leonor Crescencia Catalina de Salm-Salm, princesse de Salm-Salm
- 645. María del Carmen de Aguirre-Solarte y Alcíbar
- 646. Joaquina Fidalgo y Aguirre
- 647. María de los Dolores de Bustos y Riquelme
- 648. María de los Dolores Pizarro y Ramírez
- 649. Joaquina de Samaniego y Lassús
- 650. Ana María Pérez de Vargas y Castrillo
- 651. Florestine de Monaco, duchesse d'Urach
- 652. Ramona García y Carrera
- 653. Juana de Zavala y Guzmán
- 654. Genoveva Samaniego y Pando
- 655. Elisa Bayne
- 656. María Josefa Marín y San Martín
- 657. Enriqueta María Roca de Togores y Corradini
- 658. Mariana Fernández de Córdova y Vera de Aragón
- 659. María de los Dolores de Múxica y Uribe
- 660. Filomena Fernández de Henestrosa y Santisteban
- 661. María de la Encarnación Pacheco y García
- 662. Emilia Moldenhaver Brandes
- 663. Charlotte Elisabeth Mary Smith-Athelston
- 664. María Grimanesa de Zavala y Guzmán
- 665. María de los Remedios Chacón y Romero de Cisneros
- 666. María Isabel Sofía Valera y Alcalá-Galiano
- 667. Maria da Conceição de Castro Quintela Emauz
- 668. Comtesse de Sousa
- 669. Teresa Francisca de Melo Breyner Sousa Tavares e Moura, comtesse et dame de Melo
- 670. Gabriela Isabel de Sousa Coutinho, marquise de Funchal
- 671. Isabel Cristina María de la Paz Mesía y de Queralt
- 672. María de Gracia Lasso de la Vega y Quintanilla
- 673. María del Pilar Álvarez de Toledo y Álvarez de Toledo
- 674. Frances Erskine Inglis, marquise Calderón de la Barca
- 675. Pascuala Mayáns y Enríquez de Navarra
- 676. Maria de Almeida Portugal
- 677. Maria de Lima
- 678. Luisa de Lilien
- 679. Ana de Gregorioy Márquez
- 680. María de los Dolores Alberni y Carro
- 681. María Josefa Medrano y Maldonado
- 682. María de la Purificación de Pineda y Apéstegui
- 683. Josefa Jaspe y Macías
- 684. Josefa Gaviria y Alcova
- 685. Carlota de Pando y Mofino
- 686. Inés Sanz de Vallés y Montserrat
- 687. Águeda Bernaldo de Quirós y Colón de Larreátegui
- 688. María Francisca Escrivá de Romaní y Dusay
- 689. María de las Mercedes de Heredia y Zafra-Vázquez
- 690. María de la Mercedes de Ferrer y de Manresa
- 691. Josefa Sangro
- 692. 22 mai 1868 : Jacinta Gutiérrez de la Concha y Fernández de Luco
- 693. 22 mai 1868 : Isabel Álvarez y Montes
- 694. 22 mai 1868 : María de la Soledad Fernández de Córdova y Aguilar
- 695. 22 mai 1868 : Ramona Valledor y Ciño
- 696. María de las Mercedes de Fivaller y Centurión
- 697. 28 mai 1868 : Marie-Antoinette de Bourbon-Siciles, comtesse de Caserte
- 698. 28 mai 1868 : Marie-Isabelle de Habsbourg-Toscane, comtesse de Trapani
- 699. Victoria Colonna y Álvarez de Toledo
- 700. Marie-Louise de Bourbon-Siciles, comtesse de Bardi
- 701. Maria Pia de Bourbon-Siciles, duchesse de Parme
- 702. 4 juin 1868 : María Ana de Sarria y Albis, vicomtesse de Ayala
- 703. Hoshiar Walda Pasha (épouse d'Ibrahim Pasha)
- 704. Antonia González Echevarría, comtesse d'Agüero
- 705. Maria Teresa de Assis Mascarenhas
- 706. Maria Francisca de Paula Orta
- 707. 11 mai 1870 : Thérèse Gravier (épouse d'Émile Ollivier)
- 708. Rosa Mariana Biester
- 709. Louise Marie Rogier (fille de Firmin Rogier)
- 710. Virginia Oldoïni, comtesse de Castiglione
- 711. Agnès Millet d'Arvillars
- 712. Natalia Obrescoff, princesse de Striano
- 713. Ana Negrotto-Cambiaso
- 714. Maria Luísa de Sousa Holstein, duchesse de Palmela
- 715. 30 mars 1871 : Laura Acton (épouse de Marco Minghetti)
- 716. Marie-Lætitia Bonaparte-Wyse, comtesse de Solms
- 717. Carlota Richetta de Valgorja
- 718. Cecilia Benoist
- 719. Maria Maffei di Boglio
- 720. Paola Luisa Enrichetta Rignon, comtesse Rignon
- 721. 26 avril 1871 : Élisabeth de Saxe, duchesse de Gênes
- 722. 1871 : Marguerite de Savoie, reine d'Italie
- 723. 4 février 1872 : Marie de Hohenzollern-Sigmaringen, comtesse de Flandre
- 724. 11 février 1872 : Alexandra de Danemark, reine du Royaume-Uni
- 725. Elen Wededing
- 726. María Josefa Mariátegui y Compton
- 727. María de la Paz Barbadillo
- 728. María Antonia Ros de Olano y Quintana, marquise de Guad-el-Jelú, dame de Maria Vittoria dal Pozzo
- 729. Nicolasa Gallo de Alcántara y Sives
- 730. Gabriela de Anduaga y Mejía
- 731. Élisabeth de La Croix de Castries, épouse du président de la République française
- 732. 18 février 1875 : Louise de Koudriafsky
- 733. Séverine Rosalie von Löwenthal, duchesse de Glücksberg (épouse de Louis Decazes)
- 734. Francisca Ramírez y Maroto
- 735. Edesia Aquavera y Arahuete
- 736. María Isabel Manuel de Villena y Álvarez de las Asturias, marquise de Rafal
- 737. Friederike Luise von Riegels
- 738. María del Carmen Hernández Espinosa de los Monteros
- 739. María de los Dolores de Balanzat y Bretagne de Carrión, marquise de Nájera
- 740. 1875 : María del Amparo Sorróndegui y Martínez-Alcaide
- 741. Matilde de Altuna y López
- 742. María del Rosario de Giles y Rivero
- 743. María de las Nieves Rodríguez de Arellano y Armendáriz
- 744. María Isabel Nieulant y Villanueva
- 745. María del Pilar Arias-Quiroga y Escalera
- 746. María Ana Catalina Richards
- 747. María Jacinta Orlando e Ibarrola
- 748. Elvira Bález y de la Quadra
- 749. 14 juin 1875 : Marie-Caroline de Habsbourg-Teschen, archiduchesse d'Autriche
- 750. Adela Mathilda Helbert
- 751. Teresa Carralón y La Rúa
- 752. María de los Ángeles de Rivera y Olavide
- 753. Enriqueta de Cea Bermúdez y Navarro
- 754. Margarita Larios y Martínez de Tejada
- 755. María Amada Batiz de Uribarren, comtesse d'Uribarren
- 756. Katharine, comtesse Kenderffy de Malowitz
- 757. 17 août 1876 : Isidra de Quesada y Gutiérrez de los Ríos
- 758. Louise-Marguerite de Ward
- 759. Mélanie Louise de Champs de Saint-Léger
- 760. 22 janvier 1877 : Balbina Monserrat y Marcos
- 761. Sophie Troubetskoï, duchesse de Morny puis d'Alburquerque
- 762. María Josefa de Arteaga y Silva
- 763. Isabel Daguerre y Garreta
- 764. María del Pilar de Guzmán y de la Cerda
- 765. María de las Angustias de Arizcún y Heredia
- 766. María Luisa de Sotto y Campuzano
- 767. Leonor Rigalt y Muns
- 768. María Josefa Castrillón y Mera
- 769. 4 juin 1877 : Micaela Arámburu y Silva
- 770. Maria Brignole-Sale de Ferrari, duchesse de Galliera
- 771. 1er octobre 1877 : Claire Emilie MacDonell, marquise de las Marismas del Guadalquivir
- 772. Harriet Alice Day, baronne Borthwick
- 773. 20 janvier 1878 : Louise de Hesse-Cassel, reine de Danemark
- 774. 25 janvier 1878 : Victoria du Royaume-Uni, impératrice d'Allemagne
- 775. Josefa del Águila y Ceballos
- 776. 27 janvier 1878 : María Celina Alfonso y Aldama
- 777. 27 janvier 1878 : Justina Maria da Silva
- 778. 27 janvier 1878 : Honorina Baamonde y Ortega
- 779. 27 janvier 1878 : Laura Brunetti y Gayoso de los Cobos
- 780. 27 janvier 1878 : Enriqueta Cabarrús y Kirkpatrick, comtesse de Nava de Tajo
- 781. 27 janvier 1878 : Faustina Casado y Posadillo
- 782. 27 janvier 1878 : María Belén de Echagüe y Méndez de Vigo
- 783. 27 janvier 1878 : María del Carmen Gutiérrez de la Concha y Fernández de Luco
- 784. 27 janvier 1878 : Ramona Hurtado de Mendoza y Ruiz de Otazu
- 785. 27 janvier 1878 : Hélène Joséphine Moulton, comtesse de Hatzfeld-Wildenburg-Weissweiler
- 786. 27 janvier 1878 : María del Pilar Jordán de Urríes y Ruiz de Arana
- 787. Victoria de los Santos Avilés y Dorticós
- 788. María Josefa de Vargas y Díez de Bulnes
- 789. María Luisa Carlota de Barroeta-Aldamar y González de Echávarri
- 790. Josefa de Collado y Ranero, marquise de Revilla de la Cañada
- 791. María del Rosario Téllez-Girón y Fernández de Velasco
- 792. Josefa Caballero y Muguiro
- 793. Carolina Lasquetty y Castro
- 794. Gabriela Manuela Chapman y Randolph
- 795. 27 mai 1878 : Anne de Prusse, landgravine de Hesse-Cassel
- 796. Manuela Castarión Posada
- 797. María Josefa Ruiz del Burgo y Basabrú
- 798. Rosa de Bustos y Riquelme
- 799. Constança Maria de Figueiredo Cabral da Camara
- 800. Josefa Pimentel de Menezes Brito do Rio
- 801. Eulalia de Solms, princesse de Ligne
- 802. 5 juin 1878 : Louise de Prusse, grande-duchesse de Bade
- 803. 13 janvier 1879 : María de los Dolores de Abarzuza y Saris
- 804. Inés Goiry y Adot, marquise de Balboa
- 805. 1er septembre 1879 : Marie-Christine d'Autriche
- 806. 1er septembre 1879 : Élisabeth de Habsbourg-Lorraine, archiduchesse d'Autriche
- 807. Gabriela Pallavicini
- 808. 18 décembre 1879 : Marie Mélanie Lucile Julienne de Jaurés
- 809. 1879 : María Luisa de Carvajal y Dávalos
- 810. María del Rosario Falcó y Osorio
- 811. Caralampia Méndez de Vigo y Arizcun
- 812. 29 mars 1880 : Emma de Waldeck-Pyrmont, reine des Pays-Bas
- 813. 19 avril 1880 : Marie-Thérèse de Habsbourg-Este, reine de Bavière
- 814. 19 avril 1880 : Thyra de Danemark, princesse héritière de Hanovre
- 815. Hélène en Bavière, princesse de Thurn et Taxis
- 816. 14 septembre 1880 : María de las Mercedes de Bourbon, princesse des Asturies
- 817. María Eulalia Osorio de Moscoso y Carvajal
- 818. 25 octobre 1880 : Isabel de Vinent y O'Neill, marquise de Vinent
- 819. 25 octobre 1880 : Isabel de Orovio y Fernández de Urrutia
- 820. 25 octobre 1880 : Maria da Assunção da Mata de Sousa Coutinho, marquise de Penafiel
- 821. 25 octobre 1880 : María de las Mercedes de Ajuria y Munar
- 822. 25 octobre 1880 : María de Heredia y Livermore, comtesse d'Aguiar
- 823. 25 octobre 1880 : María de la Concepción O'Farrill y Montalvo
- 824. Joaquina Domínguez y Puente
- 825. Louise-Hélène Autard de Bragard
- 826. María Rafaela de Miorio y Urra
- 827. Felisa Ozores y Mosquera
- 828. Antonia Rodríguez de Valcárcel y Castillo
- 829. 16 mai 1881 : Stéphanie de Belgique, princesse héritière d'Autriche-Hongrie
- 830. 16 mai 1881 : Augusta-Victoria de Schleswig-Holstein-Sonderbourg-Augustenbourg, impératrice d'Allemagne
- 831. 15 juin 1881 : Thérèse-Mathilde-Sophie, comtesse Eckbrecht von Dürckheim-Montmartin
- 832. Elena Hano y Mac-Mahon
- 833. 9 novembre 1881 : María de los Dolores Madán y O'Sullivan
- 834. 9 novembre 1881 : Marie-Amélie Green de Saint-Marsault, comtesse de Sardelys
- 835. 26 décembre 1881 : Élisabeth de Wied, reine de Roumanie
- 836. Anne Zoé Bernex Philipon
- 837. Trinidad de Vargas y Díez de Bulnes
- 838. 20 janvier 1882 : María del Rosario Losada y Fernández de Liencres
- 839. 20 janvier 1882 : María del Rosario Pérez de Barradas y Fernández de Córdoba
- 840. 20 février 1882 : Ana de Sousa Coutinho de Mendoça
- 841. 20 février 1882 : Eugénia Xavier Teles da Gama, marquise de Unhão
- 842. 8 mai 1882 : Leopoldina Brandolini D'Adda
- 843. Aline Correia Henriques
- 844. 25 mai 1882 : Teresa Caracciolo, duchesse de Marino
- 845. Marie-Thérèse d'Espagne, princesse de Bavière
- 846. Livia Carafa della Stadera
- 847. 15 janvier 1883 : Olga Constantinovna de Russie, reine de Grèce
- 848. Virginia Coronado y Romero de Tejada
- 849. María Sánchez de Marcos
- 850. 1883 : Antonia Laura Alberti y Caro
- 851. Olga Luisa Margarita de Feltz-Raasfelt
- 852. 24 mars 1883 : Edla Luisa Carolina Augusta, comtesse Wirsen
- 853. 24 mars 1883 : Sophie de Nassau, reine de Suède
- 854. 19 avril 1883 : Amélie Elisabeth Charlotte, comtesse Piper
- 855. 12 juillet 1883 : Victoria de Bade, reine de Suède
- 856. 30 août 1883 : Isabelle de Croÿ, archiduchesse d'Autriche
- 857. 7 janvier 1884 : Sofía Josefa Zulueta y Wilcox
- 858. María de la Concepción Castillo y Ramírez de Arellano
- 859. 8 janvier 1885 : Ana María Cristina Chico de Guzmán y Muñoz
- 860. 18 septembre 1885 : Elvire de Bavière, comtesse von Wrbna-Kaunitz-Questenberg und Freudenthal
- 861. Ofresia Emma Ysaure
- 862. 21 janvier 1886 : Louise de Suède, reine de Danemark
- 863. Agata Nazar-Aga
- 864. Rosa de Plazaola y Limonta
- 865. 5 septembre 1886 : Bernardina López de la Torre Ayllón y Jaspe
- 866. 18 septembre 1886 : María de las Mercedes de Retortillo y Díez
- 867. 25 octobre 1886 : Amélie d'Orléans, reine de Portugal
- 868. 25 octobre 1886 : María Isabel Ruiz de Arana y Osorio de Moscoso
- 869. María del Milagro de Lara y Sanjuán
- 870. Teresa de Elío y Arteta
- 871. 6 janvier 1887 : Dagmar de Danemark, impératrice de Russie
- 872. Leonora de Rothschild, épouse d'Alphonse de Rothschild
- 873. Evelyn Peers Williams
- 874. Natalia Terry y Dorticós
- 875. Ramona de Anduaga y Mejía
- 876. 31 juillet 1887 : Marie-Thérèse de Habsbourg-Toscane, archiduchesse d'Autriche
- 877. María Emilia Cancela Seabra
- 878. 12 décembre 1887 : María de los Dolores Delavat y Areas
- 879. Francisca Jacinta Nogueira da Gama
- 880. 20 mai 1888 : Maria Alexandrovna de Russie, duchesse de Saxe-Cobourg-Gotha
- 881. Mariana Margarida de Sequeira Barreto
- 882. 31 octobre 1888 : Rita Peços de Barros e Sá
- 883. María Antonia Fernández de Córdova y Bernaldo de Quirós
- 884. Rosalía Caro y Álvarez de Toledo
- 885. 17 janvier 1889 : Casilda de Salabert y Arteaga
- 886. 22 mai 1889 : Dolores María de Agramonte y Zayas-Bazán, princesse Radziwiłł
- 887. 27 mai 1889 : Béatrice du Royaume-Uni, princesse de Battenberg
- 888. Franziska Seraphica, comtesse d'Herberstein
- 889. Elisa Uriburu y Uriburu
- 890. 8 juillet 1889 : Shōken, impératrice du Japon
- 891. 15 juillet 1889 : María Matilde de Campos y Cervetto
- 892. 21 octobre 1889 : María de la Natividad Quindós y Villarroel
- 893. 18 novembre 1889 : Olga Andreievna Rostoptchina, comtesse Tornielli-Brusati di Vergano (épouse de Giuseppe Tornielli Brusati di Vergano)
- 894. Alexandrine de Bade, duchesse de Saxe-Cobourg-Gotha
- 895. 10 novembre 1890 : María Flora de Lemery y Ferrer
- 896. 4 décembre 1890 : Rosa de Arístegui y Doz
- 897. 22 décembre 1890 : Wilhelmine des Pays-Bas
- 898. Amalia de Rábago y Hornedo
- 899. 19 janvier 1891 : María de la Paz Daguerre y Garreta
- 900. 18 février 1891 : María Manuela del Arroyo y Moret
- 901. 2 avril 1891 : Pilar de Bavière
- 902. 30 septembre 1891 : Marie de Mecklembourg-Schwerin, grande-duchesse de Russie
- 903. 12 novembre 1891 : Louise-Antoinette de Habsbourg-Toscane, princesse héritière de Saxe
- 904. 24 novembre 1891 : Pauline Hoffmann, baronne de Stumm
- 905. 28 décembre 1891 : María del Carmen Romero Castelló
- 906. Elizabeth Wadsworth Van Rensselaer
- 907. 30 mai 1892 : Isabel Francia y Carrió de Santo Suarez
- 908. 5 octobre 1892 : Elena Sarasin y Thomas
- 909. 13 novembre 1892 : Josefa Sandoval de Vasconcellos
- 910. 7 décembre 1892 : Juana de la Puente y Risco, marquise de Villafuerte, comtesse de Casa Saavedra et de Guaqui
- 911. 9 décembre 1892 : María del Socorro García de Paredes y Argüelles
- 912. 9 décembre 1892 : María del Pilar de León y de Gregorio
- 913. 4 février 1893 : María del Carmen Rodríguez-Avial y Lloréns
- 914. 24 avril 1893 : Joana Rebelo de Chaves
- 915. 3 novembre 1893 : María Lívia Ferrari Schindler (épouse de João Franco)
- 916. 20 novembre 1893 : Alice Thekla Louise de Wedel, baronne Jarlsberg (épouse de Fritz Wedel Jarlsberg)
- 917. 26 mars 1894 : Pauline von Metternich, princesse de Metternich
- 918. 20 avril 1895 : Felicia Radziwiłł, princesse de Clary-Aldringen
- 919. 13 juin 1895 : Hélène d'Orléans, duchesse d'Aoste
- 920. 7 septembre 1895 : María del Carmen Martel y Arteaga
- 921. 7 septembre 1895 : María de la Encarnación Fernández de Córdoba y Carondelet
- 922. 6 octobre 1895 : María Antonia-Consuelo Manuel de Acuña
- 923. Matilde de León y de Gregorio
- 924. 21 octobre 1895 : Adelina Douglas de Drummond Wolff
- 925. 23 avril 1896 :  Alix de Hesse-Darmstadt, impératrice de Russie
- 926. 25 juin 1896 : Silvia Álvarez de Toledo y Gutiérrez de la Concha
- 927. Helen Vincent Seagrave, marquise d'Apezteguía
- 928. 7 septembre 1896 : Ana Germana Bernaldo de Quirós y Muñoz
- 929. Isabel de la Pezuela y Ceballos
- 930. Joaquina Angela Rebolledo de Palafox y Guzmán
- 931. 22 février 1897 : María de los Dolores Salabert y Arteaga
- 932. 24 mai 1897 : Marie de Bavière, duchesse de Calabre
- 933. 7 juillet 1897 : Kida Umeko (épouse de Itō Hirobumi)
- 934. 16 octobre 1897 : Saovabha Phongsri, reine de Siam
- 935. 9 juin 1899 : Léonie Beeckman de Crayloo, vicomtesse de Lantsheere (épouse de Théophile de Lantsheere)
- 936. 18 juillet 1899 : María del Pilar Loreto Osorio y Gutiérrez de los Ríos
- 937. 18 juillet 1899 : Juana Piñeyro y Echeverri, comtesse de Mollina
- 938. 18 juillet 1899 : María de los Dolores Desmaissières y Fernández de Santillán
- 939. 18 juillet 1899 : Luisa Pérez de Guzmán el Bueno y Gordón
- 940. 18 juillet 1899 : Josefa Fernández-Durán y Caballero
- 941. 18 juillet 1899 : María de la Concepción de Arteaga y Gutiérrez de la Concha
- 942. 3 août 1899 : Carlota Espinosa de los Monteros y Guisasola
- 943. 24 octobre 1899 : Isabelle d'Orléans, duchesse de Guise
- 944. 7 mai 1900 : Ángela Roca de Togores
- 945. 10 décembre 1900 : Hélène de Monténégro, reine d'Italie
- 946. 8 avril 1901 : Emma von und zu Daun
- 947. Henriette-Adolphine-Humbertine de Mailly-Nesle, comtesse de La Rochefoucauld
- 948. 13 janvier 1902 : Geneviève de Liedekerke, princesse Imperiali
- 949. 2 janvier 1902 : María del Patrocinio Patiño y Mesa
- 950. Juana Ruiz de Arana y Saavedra
- 951. 29 mars 1902 : Amalia Loring y Heredia (épouse de Francisco Silvela)
- 952. 28 avril 1902 : María Manuela de Urbina y Ceballos-Escalera
- 953. 28 avril 1902 : Magdalena Brackemburg y Mac Guilloway
- 954. Marie Thérèse Durvis
- 955. 16 mai 1902 : María de la Fuencisla Bernaldo de Quirós y Muñoz
- 956. Helena Maria Domingas de Sousa Holstein, duchesse de Palmela
- 957. Mariana das Dores de Melo e Abreu Soares de Brito Barbosa Palha de Vasconcelos Guedes, comtesse de Murça
- 958. 16 octobre 1904 : Isabelle-Alphonsine de Bourbon-Siciles, comtesse Zamoyska
- 959. 2 décembre 1904 : María de la Concepción Girón y Aragón
- 960. Tomasa Pignatelli de Aragón Cortés
- 961. 2 novembre 1905 : Cécilie de Mecklembourg-Schwerin, princesse héritière d'Allemagne
- 962. 2 novembre 1905 : Marie-Josèphe de Saxe, archiduchesse d'Autriche
- 963. 4 mars 1906 : María del Rosario González de la Riva y Trespalacios
- 964. 4 mars 1906 : María Gayón y Barrié
- 965. 4 mars 1906 : Antonia Franco e Iglesias
- 966. 4 mars 1906 : Isabel Armada y Fernández de Córdoba
- 967. 4 mars 1906 : María Teresa de Muguiro y Cerragería
- 968. 4 mars 1906 : María de los Desamparados Bernaldo de Quirós y Muñoz
- 969. 4 mars 1906 : María de las Angustias Martos y Arizcun
- 970. 4 mars 1906 : Narcisa de Martos y Arizcún
- 971. 4 mars 1906 : María de la Encarnación de Silva y Carvajal, comtesse del Puerto
- 972. 4 mars 1906 : María del Pilar de Sentmenat y Patiño
- 973. 4 mars 1906 : María del Milagro de León y Liñán
- 974. 7 mai 1906 : María del Rosario Rodríguez de Rivas y de la Gándara
- 975. 14 mai 1906 : María de la Encarnación de Pablo y Llorente
- 976. 31 mai 1906 : Victoire-Eugénie de Battenberg
- 977. Nadine d'Ozerow
- 978. Eugénia Teles da Silva, comtesse de Tarouca
- 979. Isabel Juliana de Saldanha da Gama
- 980. 20 juillet 1906 : Eugénie Marie Thérèse Cambon (épouse de Jules Cambon)
- 981. 31 mai 1907 : María del Carmen Díaz de Mendoza y Aguado
- 982. 31 mai 1907 : Isabel de Silva y Carvajal, princesse de Metternich
- 983. 28 juin 1907 : Virginia López de Chicheri y García-Caro, marquise de Sotelo
- 984. 28 juin 1907 : María Calderón y Ozores
- 985. 16 novembre 1907 : Louise d'Orléans, princesse de Bourbon-Siciles
- 986. 16 novembre 1907 : Marie-Dorothée de Habsbourg-Lorraine, duchesse d'Orléans
- 987. 15 janvier 1908 : Winifred Anna Dallas-York, duchesse de Portland
- 988. 24 février 1908 : María de la Concepción Roca-Tallada y Castellano
- 989. 16 mars 1908 : Julia Herrera y Herrera
- 990. 13 avril 1908 : Ana Enriqueta de Olano y Loyzaga
- 991. 13 avril 1908 : María de la Ascensión González-Neira y Somoza
- 992. 22 mai 1908 : Louise-Marguerite de Prusse, duchesse de Connaught et Strathearn
- 993. 26 mai 1908 : María de la Trinidad de Scholtz-Hermensdorff, duchesse de Parcent
- 994. 2 juin 1908 : María del Pilar Caro y Széchényi
- 995. 6 juin 1908 : Fernanda de Salabert y Arteaga
- 996. 6 juin 1908 : María del Carmen Hurtado de Zaldívar y Heredia
- 997. 24 juin 1908 : Berenguela Collado y del Alcázar
- 998. 24 juin 1908 : Felicia Bolivia de Francisco-Martín y Orrantia
- 999. 3 juillet 1908 : Victoria Esperanza Mateo-Sagasta y Vidal, comtesse de Sagasta
- 1000. 2 août 1908 : María de Belén Rojas y Darnell
- 1001. 12 septembre 1908 : Ana Girona y Vidal
- 1002. 20 octobre 1908 : Mary Theresa Olivia Cornwallis-West, princesse de Pless
- 1003. 20 octobre 1908 : Marie Annonciade de Habsbourg-Lorraine, princesse-abbesse du chapitre impérial des Dames nobles de Prague
- 1004. 20 octobre 1908 : Marie-Christine d'Autriche-Teschen, princesse de Salm-Salm
- 1005. María Josefa Brusi y García
- 1006. 21 décembre 1908 : Rosa Reig y Martí
- 1007. 12 janvier 1909 : Marie de Saxe-Cobourg-Gotha, reine de Roumanie
- 1008. Esperanza de Saráchaga y Lobanov de Rostov, baronne Truchsess von Weltzhausen
- 1009. 12 avril 1909 : Hélène-Victoria de Schleswig-Holstein-Sonderbourg-Augustenbourg
- 1010. 12 avril 1909 : Nabeshima Itsuko, princesse Nashimoto (épouse de Nashimoto Morimasa)
- 1011. 3 juillet 1909 : María de la Visitación-Mencía de Collado y del Alcázar
- 1012. 15 novembre 1909 : María Emilia Torres de Itambi
- 1013. 31 janvier 1910 : María de los Ángeles Bernar y Llácer
- 1014. 21 février 1910 : María Victoria Montero-Ríos y Villegas
- 1015. 4 mars 1910 : Tokugawa Tsuneko, princesse Fushimi (épouse de Fushimi Hiroyasu)
- 1016. 14 juin 1910 : Élisabeth en Bavière, reine des Belges
- 1017. 30 janvier 1911 : Emilia Carreras e Iragorry
- 1018. 30 juin 1911 : Josefa Bouquet Roldán
- 1019. 18 juillet 1911 : Constance Edwina Cornwallis-West, duchesse de Westminster (épouse de Hugh Grosvenor)
- 1020. 2 octobre 1911 : Isabel de Iranzo y Daguerre
- 1021. 14 novembre 1911 : María del Carmen López Andrés
- 1022. 14 novembre 1911 : María de la Concepción de Azlor de Aragón y Hurtado de Zaldívar
- 1023. 14 novembre 1911 : María África de Carvajal y Quesada
- 1024. 8 janvier 1912 : María de la Trinidad García-Sancho y Zavala
- 1025. 18 mars 1912 : Béatrice de Saxe-Cobourg-Gotha, duchesse de Galliera
- 1026. 1er avril 1912 : María de la Concepción Brunet y Echagüe
- 1027. 1er avril 1912 : Lucía Ozores y Saavedra
- 1028. Helen Manchester Gates
- 1029. 9 septembre 1912 : María Josefa Argüelles y Díaz
- 1030. 24 mars 1913 : María de la Concepción Benítez Ruiz
- 1031. 31 mars 1913 : Isabelle d'Autriche-Teschen, princesse de Bavière
- 1032. 31 mars 1913 : Marie-Alice d'Autriche-Teschen, baronne Waldbott von Bassenheim
- 1033. 31 mars 1913 : Gabrielle d'Autriche-Teschen
- 1034. 7 avril 1913 : María del Carmen Fernández de Córdoba y Pérez de Barradas
- 1035. 21 avril 1913 : Josefa Manzanedo e Intentas
- 1036. 24 mai 1913 : Victoria-Louise de Prusse, duchesse de Brunswick
- 1037. Angelica Siciliano
- 1038. 18 juin 1913 : Carlota Maximiliana Escandón y Barrón
- 1039. 3 juillet 1913 : Petronila Salamanca y Hurtado de Zaldívar
- 1040. 8 août 1913 : Mary-Anne-Kathleen-Emily Bulkeley-Williams, duchesse de Wellington (épouse d'Arthur Wellesley)
- 1041. 2 septembre 1913 : María del Pilar Gayoso de los Cobos y Sevilla
- 1042. 31 octobre 1913 : Victoria-Mélita de Saxe-Cobourg-Gotha, grande-duchesse de Russie
- 1043. María Salvadora Bermúdez de Castro y Díez
- 1044. Isabel de Guillamas y Caro
- 1045. Casilda Fernández de Henestrosa y Salabert
- 1046. María de la Concepción de Allendesalazar y Bernar
- 1047. Paulina María de la Concepción Bauer y Morpurgo
- 1048. María del Carmen García-Loygorri y Murrieta
- 1049. Teresa Fernández de Villalta y Coca
- 1050. María Luisa de Silva y Fernández de Henestrosa
- 1051. 11 mai 1914 : María de la Concepción de Heredia y Grund
- 1052. María Inés de la Gándara y Plazaola
- 1053. septembre 1915 : Emilia Pardo Bazán, comtesse de Pardo Bazán
- 1054. 12 octobre 1915 : María Codorníu y Bosch de la Cierva
- 1055. María de los Dolores Armero y Peñalver, duchesse d'Ahumada
- 1056. 10 mai 1916 : Juana Bertrán de Lis y Gurowsky
- 1057. 10 mai 1916 : Margarita Bertrán de Lis y Gurowsky
- 1058. María del Carmen Barrenechea y Montegui
- 1059. María de la Concepción Camacho y Díaz-Durán
- 1060. Teimei, impératrice du Japon
- 1061. Matilde de Ulloa y Calderón
- 1062. María de los Dolores Vallier y García-Alessón
- 1063. 26 février 1917 : Ana de Osma y Zavala, comtesse de Casa Valencia
- 1064. 26 février 1917 : María Luisa López y Nieulant, marquise d'Albaserrada
- 1065. 26 février 1917 : Ramona López de Ayala y del Hierro
- 1066. 26 février 1917 : María de los Dolores Chávarri y Salazar
- 1067. 26 février 1917 : María del Carmen de Amar de la Torre y Bauzá
- 1068. 26 février 1917 : María de las Mercedes Bosch y Bienert
- 1069. María de la Concepción Fernández-Durán y Caballero
- 1070. Matilde Álvarez Moya
- 1071. Petronila Pombo y Escalante
- 1072. Louise Marcotte de Quisières
- 1073. María Josefa Abella y Fuertes
- 1074. Juliette Verhaegen, comtesse Carton de Wiart
- 1075. 8 avril 1918 : Marie-Louise d'Orléans, princesse de Bourbon-Siciles
- 1076. Ana María Méndez de Vigo y Méndez de Vigo
- 1077. María de Alzola y González de Castejón
- 1078. María del Carmen Rafaela de los Ríos y Enríquez
- 1079. María del Pilar de Carvajal y Hurtado de Mendoza
- 1080. Irene Denison, marquise de Carisbrooke
- 1081. 4 février 1919 : Carolina de Carvajal y Quesada
- 1082. 24 février 1919 : María del Rosario de Vereterra y de Armada, marquise de Canillejas
- 1083. 24 février 1919 : María Teresa Parladé y Heredia, marquise of Yanduri
- 1084. María Josefa de Goyeneche y Gamio, duchesse de Goyeneche, comtesse de Gamio
- 1085. 8 mars 1919 : María de las Virtudes Martínez de Irujo y del Alcázar, marquise de Lambertye-Gerbéviller
- 1086. 29 mars 1919 : Leticia Bueno y Garzón, comtesse d'Agrela
- 1087. 29 mars 1919 : Isidra Pons y Serra
- 1088. 29 mars 1919 : María de las Mercedes de Sentmenat y Patiño, marquise de Santa Mori
- 1089. 29 mars 1919 : María de Casanova y de Vallés, marquise de Camps
- 1090. 29 mars 1919 : Montserrat Desvalls y Amat
- 1091. Natalia de Barandiarán y de las Bárcenas
- 1092. 2 juin 1919 : María de la Concepción de Santa Cruz y Navia-Osorio, marquise de Santa Cruz de Marcenado
- 1093. 2 juin 1919 : María de las Mercedes Moltó y Rodríguez de Pérez Caballero
- 1094. 22 juin 1919 : Beatriz d'Espagne, princesse de Citivella-Cesi
- 1095. 23 juin 1919 : María de la Paz Olalla y Casasola, comtesse de Hornachuelos
- 1096. Hilaria Suari y Folch
- 1097. María de los Dolores Catarinéu y Ferrán
- 1098. Charlotte de Monaco, duchesse de Valentinois
- 1099. Carolina Bourgeois
- 1100. 8 mars 1920 : María Julia Elena Martínez de Hoz y Acevedo, comtesse de los Llanos
- 1101. María de los Dolores de Caries y de Ferrer
- 1102. 3 août 1920 : Francisca Cornet y Enrich
- 1103. Henriette Penon (épouse de Joseph Joffre)
- 1104. 11 avril 1921 : Ana Fernández de Henestrosa y Gayoso de los Cobos, duchesse de Medinaceli
- 1105. Isabelle d'Oultremont
- 1106. 18 avril 1921 : Belle Layton Wyatt (épouse de Joseph Edward Willard, ambassadeur des États-Unis en Espagne)
- 1107. María Cristina de Borbón y Madán
- 1108. 20 avril 1921 : María de los Dolores de Cárcer y de Ros, baronne de Maldá y Maldanell
- 1109. Claire de Bavière
- 1110. 1921 : Isabel de Lersundi y Blanco, comtesse de Lersundi
- 1111. 26 décembre 1921 : María de la Asunción de Vinuesa y Bessón, comtesse de Castilfalé
- 1112. 26 décembre 1921 : Marie-Christine d'Espagne, comtesse de Marone
- 1113. Augusta von Seefried auf Buttenheim, épouse d'Adalbert de Bavière
- 1114. 13 février 1922 : María de la Piedad Martínez de Irujo y Caro
- 1115. 13 février 1922 : Julia de Montaner y Malattó
- 1116. 27 mars 1922 : María del Dulce Xifré y Chacón, marquise d'Isasi
- 1117. 27 mars 1922 : María del Carmen Somonte y Basabe, comtesse de Zubiría
- 1118. 27 mars 1922 : María del Carmen de Zabálburu y Mazarredo, comtesse d'Heredia Spínola
- 1119. María del Milagro Girona y Canaleta
- 1120. María de la Piedad de Iturbe y von Scholtz-Hermensdorff, princesse de Hohenlohe-Langenbourg
- 1121. 6 novembre 1922 : María de la Concepción Kirkpatrick y O'Farrill, marquise de las Marismas del Guadalquivir
- 1122. janvier 1923 : María del Carmen Angoloti y Mesa, duchesse de la Victoria
- 1123. 9 juillet 1923 : María de las Mercedes de Bavière, princesse Bagration de Mukhrani
- 1124. juillet 1923 : Francisca Ajuria y Temple
- 1125. 10 juillet 1923 : Francisca O'Reilly y Pedroso, comtesse de Buenavista
- 1126. 10 juillet 1923 : Beatriz de León y de Loynaz
- 1127. 10 juillet 1923 : María de la Aurora Ozores y Saavedra
- 1128. 10 juillet 1923 : Isabel Balbo-Bertone di Sambuy
- 1129. 10 juillet 1923 : Francesca Corsi Salviati
- 1130. 10 juillet 1923 : María Dominga de Queralt y Fernández-Maquieira
- 1131. 10 juillet 1923 : Joaquina Chacón y Silva
- 1132. 10 juillet 1923 : Aldegonde Obert de Thieusies
- 1133. 10 juillet 1923 : Marie de Hemricourt de Grünne
- 1134. 10 juillet 1923 : María Blanca de Solís y Desmaissiéres
- 1135. 10 juillet 1923 : María del Carmen Ferrer-Vidal y Soler, marquise de Montsolís
- 1136. 10 juillet 1923 : María de las Mercedes Amat y Brugada
- 1137. 10 juillet 1923 : María de las Mercedes Gómez de Uribarri, marquise de Foronda
- 1138. 10 juillet 1923 : Josefina Fernández-Gayón y Barrie
- 1139. 5 août 1923 : Ana María de Urquiza y Catalá, marquise de Valmediana
- 1140. Virginia Lazzari di Gifflenga
- 1141. Isabel de Silva y Borchgrave
- 1142. 10 décembre 1924 : María Clemencia Ramírez de Saavedra y Alfonso, marquise de Villasinda
- 1143. 10 décembre 1924 : María Teresa Núñez del Pino y Quiñones de León
- 1144. 10 décembre 1924 : Maria Maffei di Boglio, comtesse Bruschi-Falgari
- 1145. 10 décembre 1924 : Concha Espina [3]
- 1146. 25 janvier 1925 : Isabel Nieulant y Altuna, marquise de Villamagna
- 1147. 1925 : María del Carmen San Gil y Ollo, comtesse de Sobradiel
- 1148. 25 mai 1925 : María de la Ascensión Reynoso y Mateo
- 1149. 26 août 1925 : Virginia Woodbury y Lowery, duchesse d'Arcos
- 1150. 26 août 1925 : Isabel Eugenia Ibarreta y Uhagón Vedia, marquise de Valdeterrazo
- 1151. 14 décembre 1925 : María Luisa Gómez y Pelayo, marquise de Pelayo
- 1152. 20 février 1926 : Enriqueta de Borbón y Parade, duchesse de Séville
- 1153. 3 mai 1926 : María de la Asunción Isabel Martínez de Irujo y Caro, duchesse de Vistahermosa
- 1154. 12 juillet 1926 : Mary du Royaume-Uni, comtesse de Harewood
- 1155. 9 août 1926 : María Rivero y González, marquise de Casa Domecq
- 1156. 13 avril 1927 : Josefa Diosdado y Armero, marquise d'Ángulo
- 1157. 13 avril 1927 : Isabel de Heredia y Loring, comtesse de Guadalhorce
- 1158. 13 avril 1927 : María Antonia Atienza y Benjumea, marquise de Valencia
- 1159. 13 avril 1927 : María de la Concepción Loring y Heredia, marquise de la Rambla
- 1160. 23 mai 1927 : María Cristina Falcó y Álvarez de Toledo, comtesse de Frigiliana
- 1161. María Isabel González de Olañeta e Ibarreta, duchesse de Montpensier
- 1162. Sofía Zamoyska, comtesse Zamoyska
- 1163. 3 octobre 1927 : Brígida Montis y Allendesalazar, marquise de Linares
- 1164. 18 octobre 1927 : Anne d'Orléans, duchesse d'Aoste
- 1165. 6 mars 1928 : María del Carmen de la Gándara y Lemery, marquise de la Gándara
- 1166. 9 avril 1928 : Alice de Battenberg, princesse de Grèce et de Danemark
- 1167. 17 juillet 1928 : María del Carmen Pérez de Valdivielso y Torruella
- 1168. 17 juillet 1928 : Julia Schmidtlein y García-Teruel, marquise de Bermejillo del Rey
- 1169. 1928 : María Felisa Esteban de León y Navarro de Balboa (épouse de François de Paule de Bourbon)
- 1170. 1929 : Alexandrine de Mecklembourg-Schwerin, reine de Danemark
- 1171. 4 mars 1929 : María de las Mercedes de Borbón y Orleans
- 1172. 4 mars 1929 : María de los Dolores de Borbón y Orleans, princesse Czartoryska
- 1173. 4 mars 1929 : María de la Esperanza de Borbón y Orleans, princesse d'Orléans-Bragance
- 1174. 15 mars 1929 : Marie-Caroline de Bourbon-Siciles, comtesse Zamoyska
- 1175. María del Carmen Xifré y Chacón, comtesse de Campo Alegre
- 1176. 1929 : María de las Mercedes Miralles de Villegas
- 1177. Manuela Ternero y Vázquez
- 1178. María Prieto de Odiaga
- 1179. Consuelo de Cubas y Erice, comtesse de Santa María de la Sisla
- 1180. María de la Concepción Guzmán y O'Farrill, comtesse de Vallellano
- 1181. María Inmaculada de Carvajal y Hurtado de Mendoza, comtesse d'Asalto
- 1182. María del Pilar Losada y Rosés, marquise de Santa María de Barbará
- 1183. María de los Ángeles de Muguiro y Beruete, marquise de Torrehermosa
- 1184. 16 novembre 1930 : Kikuko Takamatsu, princesse du Japon
- 1185. María del Carmen Satrústegui y Barrie
- 1186. María Manuela Armada y de los Ríos-Enríquez, marquise de Casa Valdés
- 1187. María Isabel Rodríguez-Valdés y Ferrán
- 1188. María de la Concepción Dahlander y Francés
- 1189. Camila Fabra y Puig
- 1190. María Buenaventura Bransí y Terrades
- 1191. Alice de Bourbon-Parme, duchesse de Calabre
- 1192. 4 mars 1935 : Emmanuelle de Dampierre, duchesse d’Anjou et de Ségovie[N 1]
- 1193. 16 avril 1936 : Maria del Pilar de Bourbon, duchesse de Badajoz
- 1194. 6 mars 1957 : Margarita de Bourbon, duchesse de Soria y Hernani
- 1195. 14 mai 1962 : Sophie de Grèce. Dernière dame intronisée.